# Luigi Rossi
Pour les articles homonymes, voir Luigi Rossi (homonymie) et Rossi.
Luigi Rossi, né vers 1597 à Torremaggiore (royaume de Naples) et mort le 19 février 1653 à Rome (États pontificaux), est un compositeur, luthiste et professeur de chant napolitain. Il travaille durant sa carrière à Naples, Rome et Paris et entre au service des Médicis à Florence puis du cardinal Antonio Barberini à Rome.

## Biographie
Malgré la perte de l'acte de baptême, les historiens estiment que Luigi Rossi est né en 1597 ou 1598, et est originaire de l'Italie méridionale, vraisemblablement de Torremaggiore. Il est le fils de Donato Rossi et le frère de Giovanni Carlo Rossi, harpiste et compositeur de cantates. Le jeune musicien étudie à Naples, sûrement avec le compositeur et maître de chapelle flamand Jean de Macque. À partir de 1620, Luigi Rossi se trouve à Rome et intègre, en août, la maison de Marcantonio II Borghese, Prince de Sulmona. Il y reste certainement jusqu'en 1636, selon des documents de paies, et lui vaut le surnom de Luigi Rossi di Borghese. Il fréquente également un cercle d'intellectuels de la Via del Babuino du centre de Rome, autour de la figure de Salvator Rosa. Il y compose certainement un oratorio d'après le livret de l'abbé Francesco Buti (en) intitulé Giuseppe, figlio di Giacobbe.
En 1627, Luigi Rossi épouse l'harpiste romaine, Costanza de Ponte, suivante de la femme de Marcantonio II Borghese, Camilla Orsini, et grande musicienne de son époque. Les époux sont tous deux appréciés et sollicités pour jouer dans les cours : ils sont appelés en 1635 à la cour Médicis de Florence pour jouer devant la grande duchesse de Toscane.
Il devient, en 1633, organiste à l'église Saint-Louis-des-Français de Rome, et le reste durant toute sa vie, parfois remplacé par son frère Giovanni Carlo Rossi. C'est à cette période que Luigi Rossi change de patronage et se tourne vers Rome et le cardinal Antonio Barberini, le neveu du pape Urbain VIII. Il est fait preuve de payements de sa part depuis 1642 jusqu'à la mort du compositeur. Le cardinal lui commande son premier opéra qu'il fait représenter la même année à Rome, Il palazzo incantato, dont le livret est du cardinal Rospigliosi, futur pape Clément IX, et qui lui assure une grande notoriété. 
En 1645, avec la fin du règne papal de Maffeo Barberini, le cardinal Antonio Barberini doit fuir Rome et Luigi Rossi, se trouvant alors sans soutien, quitte le pays et rejoint la France, dans laquelle il est déjà connu notamment pour ses airs que Leonora Baroni, invitée d'Italie par le cardinal Mazarin, fait connaître dans le pays. En juin 1646, il est invité à la Cour de France à Fontainebleau pour l'été, en pleine régence d'Anne d'Autriche, mère de Louis XIV alors âgé seulement de huit ans, sous la protection du cardinal Mazarin. Dans son désir de sensibiliser le peuple français, le cardinal Mazarin lui commande le premier opéra italien écrit expressément pour une production parisienne, que Luigi Rossi compose à Paris durant l'automne. Orfeo, le second opéra de Luigi Rossi, est joué à Paris, au Petit-Bourbon, le 2 mars 1647, avec la participation des castrats Atto Melani dans le rôle-titre et Marc'Antonio Pasqualini dans celui d'Aristé, amené d'Italie quelques années auparavant ; l'opéra obtient un grand succès et fait forte impression sur les confrères français du compositeur. 
Luigi Rossi est de retour à Rome en 1647, où il constate que sa femme qui y est resté, est morte en novembre 1646. Il décide alors de retourner en France sous l'impulsion d'une nouvelle invitation du cardinal Mazarin, et arrive en janvier 1648, mais le patronage, à cause de troubles internes, ne se fait pas aussi riche, et repart à Florence à l'automne 1649 rejoindre Antonio Barberini. Il regagne enfin Rome en 1651, alors que sa réputation et sa gloire sont à leur apogée. Luigi Rossi meurt à Rome le 19 février 1653. 

## Œuvre
Luigi Rossi compose en 1632 la cantate Lamento della Regina di Svetia sur la mort du roi Gustave II Adolphe de Suède durant la bataille de Lützen. Dans années 1640, il compose encore d'autres cantates et des oratorios, comme l'oratorio per la Settimana Santa et Un peccator pentito. Il est considéré comme un des maîtres de la cantate – il en a composé 345.
Grâce à son œuvre, Luigi Rossi devient l'un des compositeurs italiens les plus renommés dans la France des xviie et xviiie siècles, et en particulier durant le règne de Louis XIV. Dès le début des années 1640, des cantates romaines — dont celles du compositeur — arrivent dans le pays via le cardinal Mazarin, et sont jouées parmi les compositions françaises et influencent également les musiciens français, jusqu'à Jean-Baptiste Lully. Ces cantates et les airs que Luigi Rossi laisse contribuent à l'introduction du style de composition romain en France.
La manière italienne de sa tragi-comédie Orfeo fait sensation en France par sa nouveauté : musique et vers italiens, et les grands décors de spectacle et les machines notamment. Théophraste Renaudot remarque alors la qualité de l'opéra italien lors de sa création en France au palais Royal, mais également sa dimension politique, portant aux nues le tout jeune gouvernement royal de Louis XIV accompagné d'Anne d'Autriche et du cardinal Mazarin. Bien que composé en italien par un Italien, le succès fut tel qu'Orfeo fut repris cinq fois en 1647 et contribua grandement à faire connaître l'opéra italien en France. Malgré le succès de la représentation, son mécène le cardinal Mazarin, originaire d'Italie, fut très critiqué pour cette représentation à grand spectacle, en particulier pour le prix qu'il aurait coûté ; cependant, cet opéra devait exercer une influence certaine sur les productions postérieures de Lully, en France, et de Cavalli et Cesti, en Italie.